# 팔손이풀과
팔손이풀과(Palmariaceae)는 진정홍조강 팔손이풀목에 속하는 홍조류과의 하나이다. 4속 26종으로 이루어져 있다.

## 하위 속
- Devaleraea
- Halosaccion
- Neohalosacciocolax
- 팔손이풀속 (Palmaria)